# Parc Nacional de Bazaruto
El Parc Nacional de Bazaruto és una àrea protegida a la província d'Inhambane de Moçambic a l'arxipèlag de Bazaruto. El parc va ser proclamat el 25 de maig de 1971. Es tracta de la costa dels districtes de Vilanculos i Inhassoro, que cobreix una gran extensió de mar i 6 illes.

## Localització
El Parc Nacional de Bazaruto va ser inaugurat el 1971, un arxipèlag de sis illes davant la costa de Moçambic entre Vilankulo i Inhassoro. El parc va ser creat per protegir els dugong i les tortugues marines i els seus hàbitats. També es van incloure la flora de les illes i la fauna, esculls de coral i aus marines. La més gran és l'illa de Bazaruto i els altres les de Benguerra, Margaruque, Santa Carolina (Illa Paradiso), Banque i Pansy Shell.

## Ecologia
Les illes tenen un clima tropical i inclouen enormes dunes, boscos i sabanes, llacs i aiguamolls. Allotgen diversos gasteròpodes terrestres endèmics i llangardaixos. També reben importants agregacions de ocells aquàtics migratoris de la zona paleàrtica. L'arxipèlag és atractiu per als turistes que estan interessats en el busseig o snorkel. La rica varietat de vida marina inclou balenes geperudes, tortugues marines, foques geperudes i dofins de nas d'ampolla, marlins i barracudes. El parc dona protecció a la major i única població viable de dugongs que queda a l'Oceà Índic occidental. Els esculls de corall són variats i es diu que és el que rep menys pertorbacions en aquesta part de l'oceà Índic.

## Població

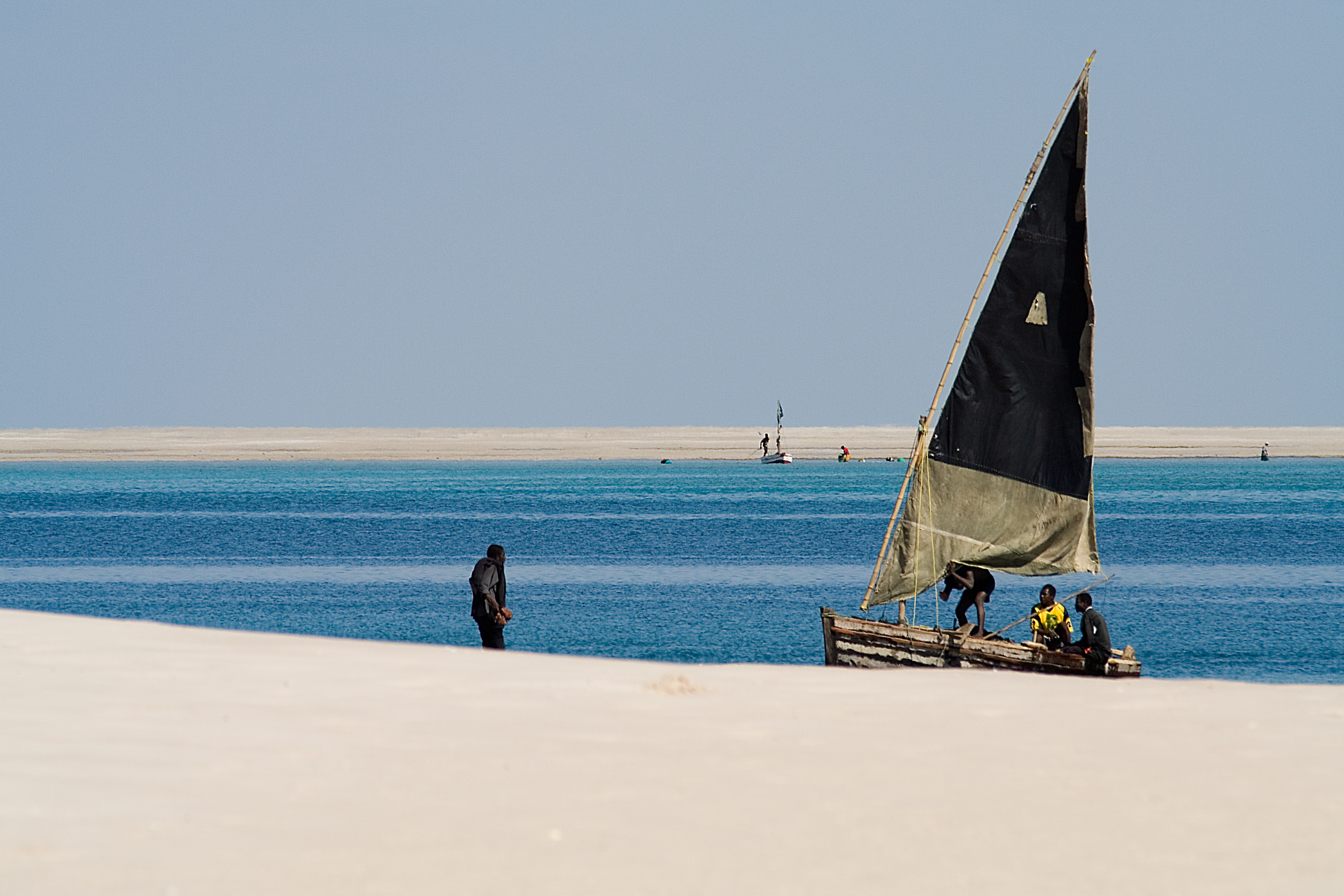
Dau i pescadors a l'illa de Magaruque, Moçambic, agost 2006

L'arxipèlag compta amb prop de 3.500 residents en set comunitats. En la seva majoria són molt pobres i depenen dels recursos naturals de la collita per sobreviure. El 70% de les llars depèn de la pesca a petita escala per sobreviure, mentre que altres cullen ostres de la sorra i altres recursos marins, conreen verdures i crien bestiar. Els recursos poden no ser suficients per mantenir la població, el que porta a una disminució de les captures de peixos, reducció de les collites i l'augment de la pobresa i la inseguretat alimentària.

## Conservació i turisme
El parc és una destinació turística força popular. Des del 2011 el parc té cinc hotels que promouen programes de baix impacte ecològic. Els hotels fan una important contribució a l'economia local a través d'ocupacions i ingressos fiscals. El Fons Mundial per a la Naturalesa (WWF) té un programa per ajudar les comunitats locals perquè es tornin més sofisticades en la realització d'una part dels ingressos a canvi de la protecció dels valuosos recursos ecològics.